# Valentin Haüy
Valentin Haüy, född 13 november 1745, död 19 mars 1822, var en fransk blindundervisningspionjär. Han var bror till mineralogen René Just Haüy.
Påverkad av Denis Diderots skrift Lettre sur les aveugles och den blinda sångerskan Maria Theresia von Paradis framgångar, började Haüy 1784 undervisa en blind och kunde redan året därpå öppna en sedermera statsunderstödd skola för blinda. I denna bedrev han till 1802 ett framgångsriks arbete, då han entledigades av Napoleon. Fort nog upprättade han en egen skola, Musée des aveugles. Då ekonomiska svårigheter inträdde, flyttade han på inbjudan av Alexander I till Ryssland för att grunda en blindanstalt i Sankt Petersburg. Efter ett 11-årigt mindre fruktbringande arbete återvände han till Frankrike, där han levde i det närmaste bortglömd. Haüs främsta arbete, Essai sur l'education des aveugles, tryckt 1786, kunde med sina stora upphöjda svärtade bokstäver för att kunna läsas både av seende och blinda, torde vara det första blindtrycket.